# سیارک ۶۱۴۴

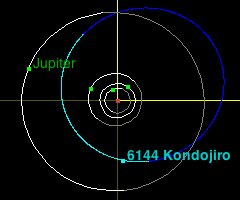
نمایی از محل قرارگیری سیارک ۶۱۴۴ در مدار – ۲۰۱۵

سیارک ۶۱۴۴ (به انگلیسی: 6144 Kondojiro، نامگذاری:1994EQ3) شش هزار و صد و چهل و چهارمین سیارک کشف شده‌است که در ۱۴ مارس ۱۹۹۴ کشف شد.
قدر مطلق سیارک برابر ۶۷.۵ است.